# Ivan Rimskij-Korsakov

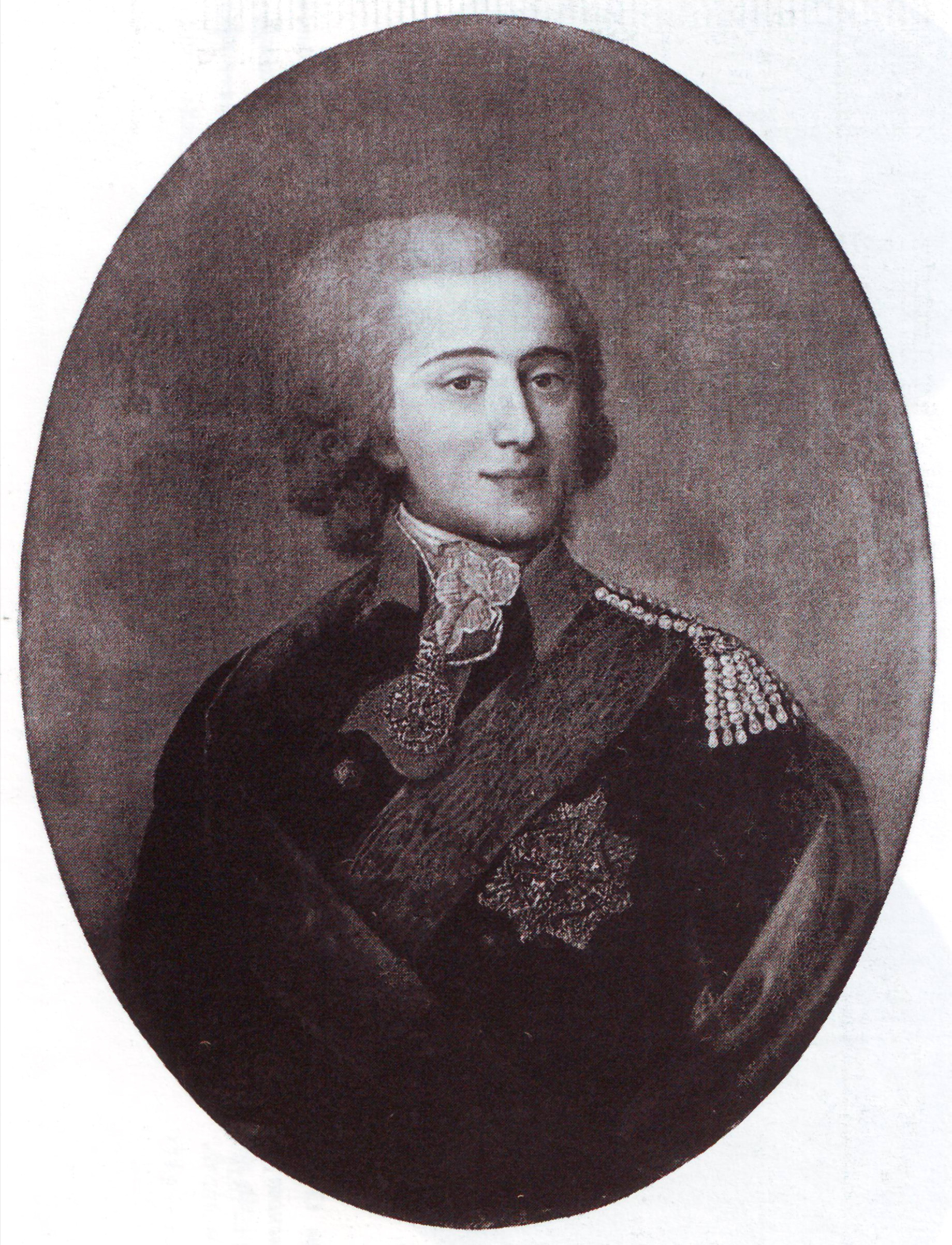
Ivan Rimskij-Korsakov

Ivan Nikolajevitj Rimskij-Korsakov, ursprungligen Korsav, född 1754, död 1831, var en rysk gunstling. 
Korsakov, som var husar, ersatte 1778 Simon Zoritj som Katarina den storas älskare och generaladjutant efter att ha presenterats av Potemkin och utprovats av Praskovja Bruce. Katarina var förälskad i hans skönhet, kallade honom Pyrrhus och näktergal och beundrade honom då han sjöng och spelade fiol. Han var vid ett tillfälle sjuk, vilket gav upphov till ryktet att Katarinas älskare missbrukade potensmedel. I oktober 1779 ertappade Katarina honom som otrogen med Praskovja Bruce, enligt uppgift efter att ha visats till rätt rum av Aleksandra von Engelhardt på uppmaning av Potemkin, och såg till att han lämnade hovet. Det ryktades att Potemkin hade sett till att hon ertappade dem. Detta orsakade även Bruces fall; hon följde honom först i hans exil, men han reste i stället till Moskva med den gifta grevinnan Stroganova, där de sedan levde i ett lyckligt förhållande. 